# هاريت ويلسون
هاريت ويلسون (بالإنجليزية: Harriette Wilson)‏ (22 فبراير 1786، مي فير في المملكة المتحدة - 10 مارس 1845، تشيلسي في المملكة المتحدة)؛ كاتِبة وشاعرة بريطانية.